# Kosztroma
Kosztroma (cirill betűkkel Кострома) város Oroszország európai részén, a Volga két partján. Ősi orosz kereskedőváros, a Kosztromai terület közigazgatási, gazdasági és kulturális központja. 
Lakossága 268 742 fő (a 2010. évi népszámláláskor).

## Fekvés, éghajlat
A Kosztromai-alföldön, a Kosztroma folyó volgai torkolatánál fekszik. A Volga a városnál körülbelül 600 m széles; jobb partja magas, néhol szakadékos, a bal part lapos. 
A  nyizsnyij novgorodi vízerőmű gátja a Volga vizét egészen Kosztromáig visszaduzzasztja. Az így létrejött Gorkij-víztározó megépítésekor, a Kosztroma alacsonyan fekvő torkolatvidékének elárasztásával jött létre a Kosztromai-víztározó, lényegében a Gorkij-víztározó öble.
Kosztroma éghajlata mérsékelten kontinentális. A januári középhőmérséklet -9,4 °C, a júliusi 18,7 °C. A csapadék évi mennyisége 625 mm, a legtöbb csapadék a nyári hónapokban érkezik.

## Története

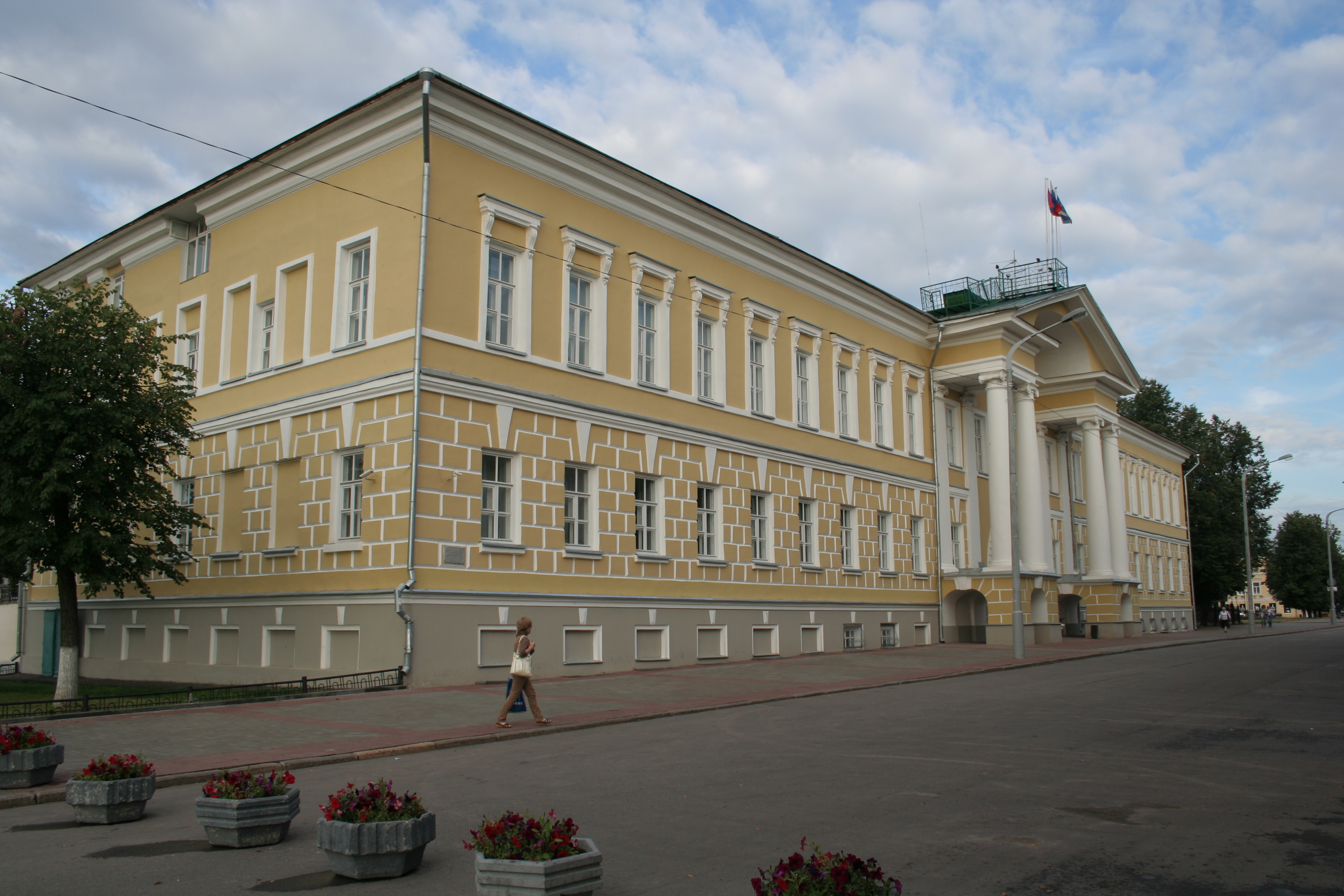
A városháza

Kosztroma első írásos említése 1213-ból való, de a település ennél korábban keletkezett. A hivatalos verzió Tatyiscsev orosz történetíró véleményét vette át, mely szerint Kosztromát Jurij Dolgorukij alapította volna 1152-ben, ezt azonban semmi nem bizonyítja. Valószínűleg a Volga túlsó, jobb partján is volt egy kisebb település, de az ősi Kosztroma a Volga bal oldali mellékfolyója, a Szula torkolatánál alakult ki; már a 11–12. század fordulóján is volt itt egy kisebb település, de erődítményt valószínűleg csak a 13. század közepén építettek. Az első erődítmény helyét a városban Jurij Dolgorukijnak állított emlékoszlop jelöli.
A 13. század közepétől a Vlagyimir–Szuzdal Nagyfejedelemségből leválasztott részfejedelemség központja volt. 1362-ben végleg a Moszkvai Nagyfejedelemség része lett. 1413-ban (vagy 1416-ban) tűzvész pusztította, ezután a moszkvai fejedelem a leégett erődítménytől kissé keletebbre, a Volga fölötti dombon új erődítményt építtetett (1416). Ez lett a kosztromai kreml, (később Régi városnak  is nevezték). A kazányi tatárok támadásaitól 1429-ben és később is sokat szenvedett. 
A városban és környékén a 17. század eleji zűrzavarok időszakában is harcok dúltak. A Kosztroma melletti, már jóval korábban alapított Ipatyjev-kolostor történelmi esemény színhelye volt: 1613-ban a Moszkvából érkezett küldöttség itt ajánlotta fel a kolostorban tartózkodó Mihail Fjodorovics Romanovnak a cári trónt. Ezzel kezdődött a Romanov-ház több mint háromszáz évig tartó uralkodása.
A háborúk után a volgai kereskedelem fellendült, és Kosztroma gazdaságilag megerősödött, falai mellett sok kereskedő és kézműves telepedett le. A város lakói 1619-ben, a kreml melletti korábbi piac helyén fallal körülvett, bástyatornyokkal megerősített úgynevezett Új várost alapítottak, de még mindig fából építkeztek. Néhány templomépület kivételével a 17. században szinte az egész város faépületekből állt. 
1708-ban Kosztroma a Moszkvai kormányzóság egyik közigazgatási egységének székhelye lett, 1778-ban kormányzósági város státust kapott. Az 1773. évi hatalmas tűzvészben leégett szinte az egész város. Az 1781-ben elkészült és jóváhagyott egységes rendezési terv alapján indult meg az újjáépítés. A védelmi célú régi árkokat betemették; az Új városban ekkor kezdődött a híres kereskedői negyed kiépítése, amelynek földszintes, árkádos kereskedősorai közül több ma is látható. A városépítés a 19. század első évtizedeiben is folytatódott, ebben az időben készült több középület, köztük a Kosztroma jelképének számító tűztorony. 
A kreml székesegyházát, melyet egy régi fatemplom helyén, a 16. század közepén már kőből építettek, az 1773-as tűzvész után néhány évvel átalakítva újjáépítették. A kreml régi kolostora helyén 1776–1791 között egy másik templomot és mellette négyszintes, 64 m magas harangtornyot is emeltek. Közel másfél évszázadon át ez a torony uralta a városképet. A kreml egyházi épületeit a szovjet rendszer idején, az 1930-as években felrobbantották. 
Az ipari negyed a 19. század közepétől a város északi szélén alakult ki. 1751-ben létesítették az első vászonkészítő manufaktúrát, és az 1790-es években a városban már öt posztóüzem működött. A 19. század második felében Kosztroma a textilipar egyik központja volt. A két Tretyjakov testvér – egyikük a moszkvai Tretyjakov Galériát megalapozó műgyűjtő – egy rokonukkal közösen, 1866-ban lenfonó- és szövőüzemet alapított: a Nagy Kosztromai Lenmanufaktúra a század végére Európa egyik legnagyobb textilgyára lett. 1887-ben Jaroszlavl felől megépült a vasútvonal, de csak a Volga jobb partjáig. A transzszibériai vasútvonal messze észak felé elkerülte a várost. A vasúti hidat csak 1932-ben építették meg, addig Kosztroma vasút nélkül maradt. 
A Romanov-ház uralkodásának 300. évfordulóján, 1913-ban Kosztroma a jubileumi ünnepségek egyik helyszíne volt. Előtte, a város csinosítása és fejlesztése részeként, 1912 decemberében helyezték üzembe az első, dízel alapú hőerőművet, és az utcákon megjelent a villanyvilágítás. A monumentálisra tervezett jubileumi emlékmű alapkövét  II. Miklós cár jelenlétében helyezték el, ám az emlékmű nem készült el teljesen. A talapzatra később Lenin szobrát állították.
1929-ben a kormányzóságokat megszüntették, a város ezután az Ivanovói-, később a Jaroszlavli területhez tartozott; 1944-ben az akkor létrehozott Kosztromai terület székhelye lett.
Még az 1930-as években hatalmas lenfeldolgozó kombinát épült (I. D. Zvorikin mérnökről nevezték el).  Az 1950-es években intenzív iparosítás kezdődött, az addigi hagyományos textilipar és fafeldolgozó ipar mellett egyre nagyobb szerepet kapott a gépgyártás. 
Kosztroma népessége gyorsan növekedett. A Volga jobb partján kialakult kisebb településeket 1932-ben közigazgatásilag a városhoz csatolták. 1970-ben megépült a jobb és a bal parti városrészeket összekötő Volga-híd.

## Gazdaság
Kosztroma a szovjet korszak idején is a lenfeldolgozó textilipar egyik központja maradt (akárcsak Ivanovo). A 21. század első évtizedének végére azonban a város két legnagyobb textilgyára nehéz helyzetbe került: a Zvorikinről elnevezett kombinát csődbe ment; a Nagy Kosztromai Lenmanufaktúra 2012 nyarán csődeljárás alatt állt.  Több más iparvállalat is csődközeli helyzetbe jutott, illetve megszűnt.
Válságba került az egyik legnagyobb gépipari vállalat, az exkavátorgyár is (neve eredetileg: Rabocsij Metalliszt, az 1990-es évektől: EKSZKO). A lánctalpas exkavátorairól híres vállalat 2007-ben már inkább csak alkatrészeket gyártott.
A város nagy autóalkatrész gyára a Motorgyetal. Főprofilja a dugattyúgyártás. Termékei: dugattyúk, dugattyúgyűrűk, hengerek és hengerfejek, szelepek, szűrők teher- és személygépkocsik motorjához. A vállalat a német Kolbenschmidt-céggel együttműködve korszerűsítette a termelést.
A város fontos iparvállalata a légfűtő-berendezések gyára, ahol hűtő-, szellőző- és hőcserélő berendezéseket is készítenek.
Jelentős a faipari és a textilipari berendezések gyártása, valamint az élelmiszeripar. Hagyományos iparág a fa- és fafeldolgozó ipar, a bútorgyártás (Kosztromamebel). 2006-ban a Brandford-cég Kosztromába költöztette gyárát, ahol a kereskedelemben használatos kínáló- és hűtőpultokat, hűtőberendezéseket állítanak elő.
Kiemelt szerepe van a város életében az idegenforgalomnak: Kosztroma az Aranygyűrű nevű turistaútvonal része és a volgai hajós turistautak egyik népszerű állomása. „A Romanovok bölcsője”-ként is emlegetett Kosztroma 2013-ban a Romanov-ház uralkodásának 400. évfordulóján rendezendő ünnepségek egyik helyszíne volt.

### Közlekedés

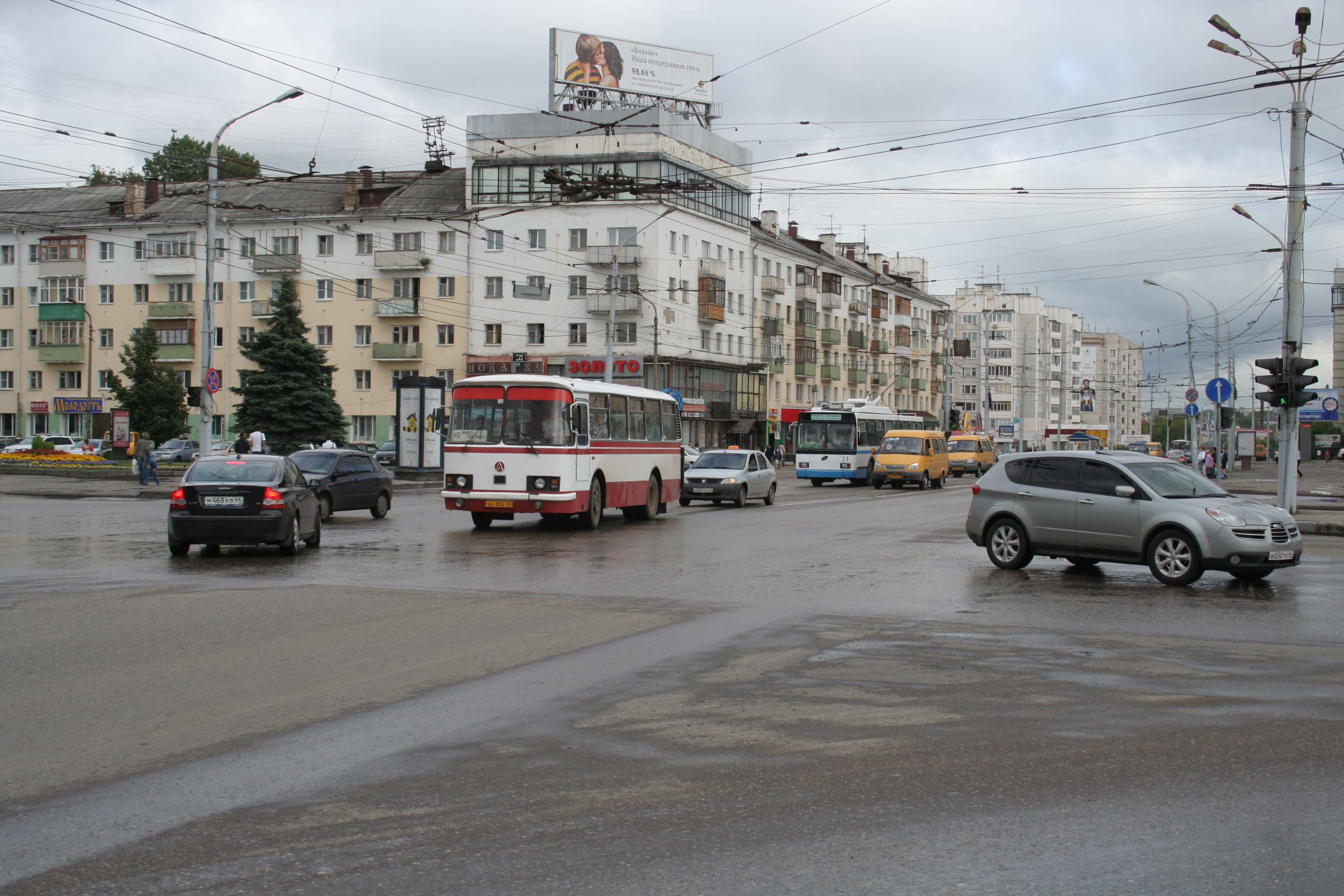
Utcakép

A várost a szomszédos területek központjaival: Jaroszlavl, Ivanovo és Vlagyimir városokkal az A-113. jelű autóút közti össze. Távolsága közúton Jaroszlavltól 65 km, Ivanovótól 105 km, Moszkvától (a körgyűrűtől, Jaroszlavlon át) 306 km. A Volgán át a városi és tranzit gépkocsiforgalmat egyedül az 1970-ben épült híd biztosítja.
Kosztromából nyugat felé Jaroszlavlba, és azon át Moszkvába; északkelet felé Galics városába vezet vasútvonal. Az utóbbi vonal a transzszibériai vasútvonal északi ágához csatlakozik, kapcsolatot teremtve a Kosztromai terület kisebb északkeleti városaival és fakitermelő körzeteivel is. 
A városnak repülőtere és a Volgán folyami kikötője van. A legfontosabb vízi út természetesen a Volga.

## Kultúra
- Kosztroma legjelentősebb múzeuma sokáig az Ipatyjev-kolostorban volt látható. Miután 2005-ben a kolostort az egyháznak visszaadták, a kiköltöztetett intézmény a város öt műemlék épületében kapott helyet. Az összevont – történeti, építészeti és képzőművészeti – múzeum része a tűztorony és a Romanov Múzeum épülete is.
- A Faépítészeti Múzeum a 16. századtól a 20. század elejéig terjedő időszak népi faépítészetét mutatja be. A szabadtéri múzeumot az Ipatyjev-kolostor melletti területen képezték ki.
- A város első színházát 1808-ban alapították. Az A. Ny. Osztrovszkijról elnevezett drámai színház épülete 1863-ban épült. A színház minden szezont hagyományosan egy-egy Osztrovszkij-darabbal indít és 1973 óta ötévente Osztrovszkij fesztiválnak ad helyet.[10]

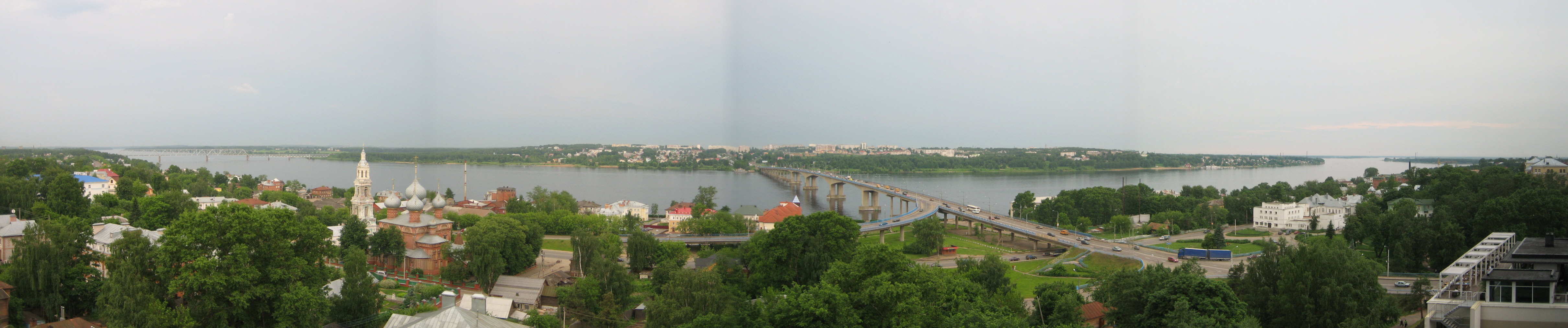
A Volga Kosztrománál

## Látnivalók

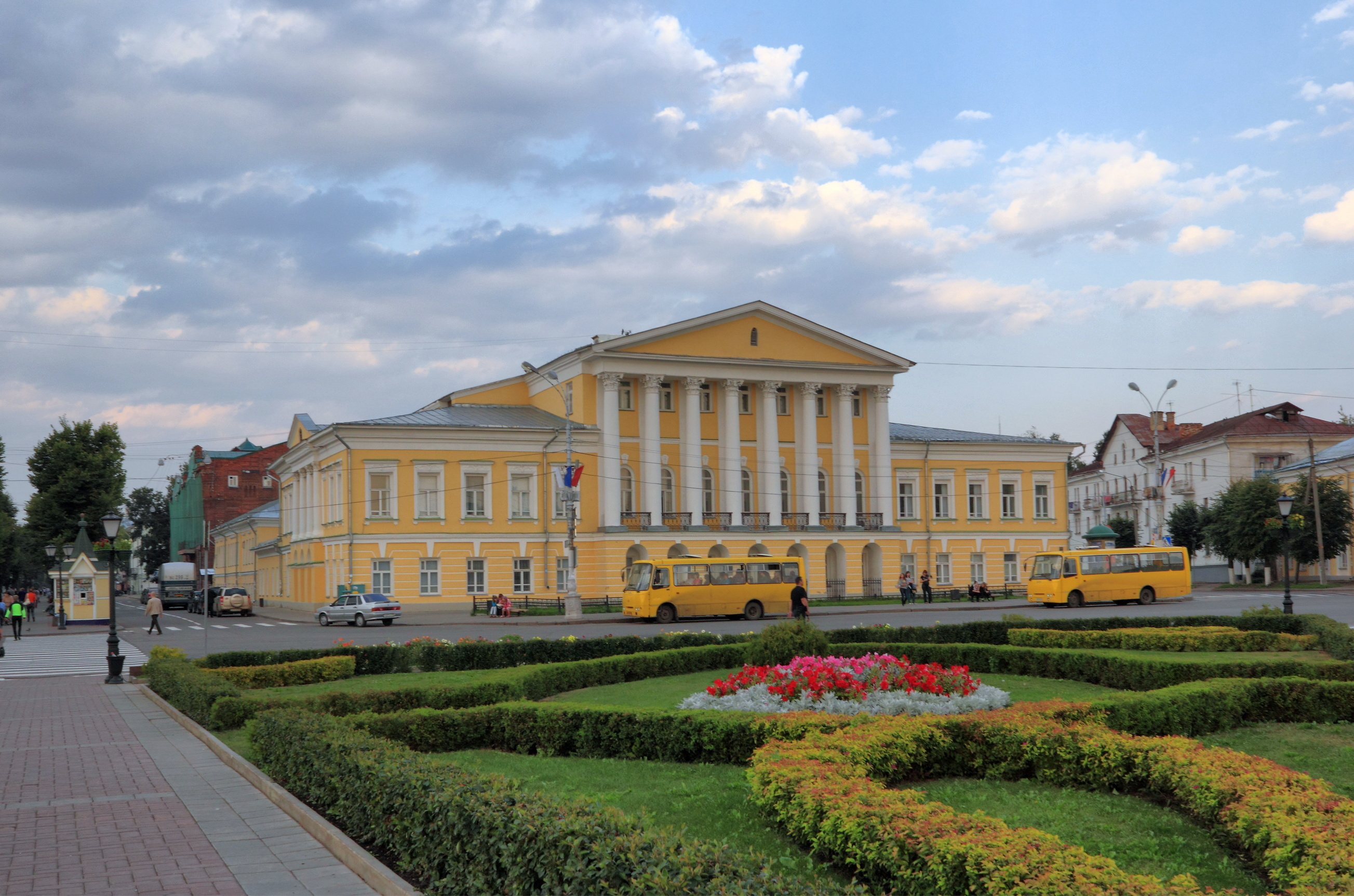
Az egykori Borscsov-ház

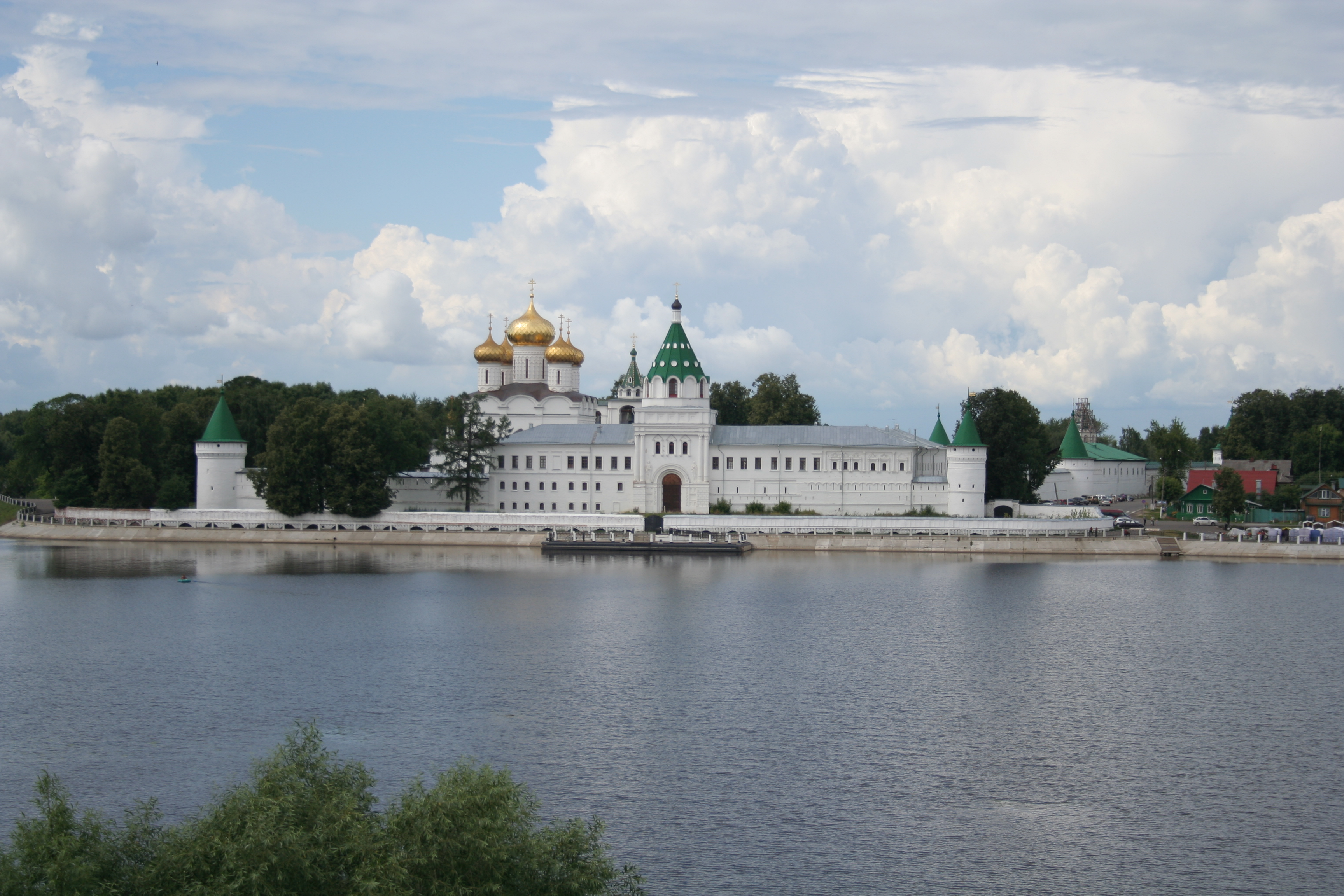
Az Ipatyjev-kolostor

A szovjet rendszer idején, az 1930-as években nemcsak a kreml egyházi épületeit, hanem a városi templomok többségét is lerombolták, de a világi célú építmények egy része megmenekült. A történelmi városmag utcaszerkezete is megmaradt. Központi tervezésekor (1781) Szentpétervár utcahálózatának legyezőszerű alaprajzát tekintették mintának. A gerincét alkotó három sugárút a város mai főterén, a Szuszanyin téren fut össze.
- A Szuszanyin téren áll Kosztroma mai jelképe, a késő-klasszicista stílusú, 35 m magas tűztorony (1824–1827).
- A tűztorony mellett a régi katonai főőrség és fogda földszintes épülete található; volt már könyvtár, házasságkötő terem is, később a múzeum része lett.
- A nemesi gyűlés késő-klasszicista épülete, mai formájában 1837–38-ban készült; szintén a múzeumhoz tartozik.
- Az úgynevezett Borscsov-ház a napóleoni háborúk orosz tábornoka, Sz. Borscsov lakóháza volt (1822). A 19. század második felében egy kereskedő vásárolta meg és szállodává alakította, később a területi bíróság épülete lett.
- A Romanov Múzeum (1909–1911) eredetileg is múzeum céljára épült, régi orosz stílust utánzó stílusban. 1913-ban, II. Miklós cár jelenlétében nyitották meg.
- Az Ipatyjev-kolostor a Volga és a Kosztroma folyó által alkotott földnyelven jött létre; a város legrégebbi fennmaradt épületegyüttese. Először 1432-ben említik az évkönyvekben, de ennél jóval korábban keletkezett. A kolostort 2005-ben adták át az egyháznak.
- A Feltámadás-templom (Cerkov Voszkreszenyija na Gyebre) a város egyik leghíresebb fennmaradt temploma; egy Angliába festéket szállító gazdag kereskedő, Kirill Iszakov építtette (1645–1651).
- A városkép jellegzetes színfoltjai a 18. század utolsó és a 19. század első évtizedeiben épült egykori kereskedősorok.

## Híres emberek
- Itt született Jaroszlav Ihorovics Pusztovij (1970–) ukrán mérnök, kiképzett űrhajós